# کن اوگاتا
کن اوگاتا (انگلیسی: Ken Ogata؛ ۲۰ ژوئیهٔ ۱۹۳۷ – ۵ اکتبر ۲۰۰۸) یک هنرپیشه اهل ژاپن بود. وی بین سال‌های ۱۹۶۰ تا ۲۰۰۸ میلادی فعالیت می‌کرد.
وی برنده جوایزی همچون جایزه آکادمی فیلم ژاپن شده است.
او در فیلم کتاب بالش بازی کرده است.